# دومین فرمانده
دومین فرمانده یا جانشین فرمانده (به انگلیسی: Second in Command) یک فیلم اکشن و جنگی آمریکایی محصول سال ۲۰۰۶ میلادی با بازی ژان-کلود ون دام و کارگردانی سیمون فلووز است. این فیلم در تاریخ ۲ مه ۲۰۰۶ به صورت ویدئویی در نسخه‌های دی‌وی‌دی منتشر شد.

## تولید
فیلمبرداری اصلی این فیلم در بخارست، رومانی در ۵۰ روز از ۷ ژوئن تا ۲۷ ژوئیه ۲۰۰۵ انجام شد.
‌

## خلاصه داستان
سم کینان (با بازی ژان کلود ون دام) به عنوان نفر دوم فرماندهی سفیر ایالات متحده در اوضاع آشفته کشوهای اروپای شرقی منصوب می‌شود. هنگامی که شورشیان محلی تلاش برای کودتا می‌کنند رئیس‌جمهور این کشور به داخل سفارت پناه می‌برد ولی سفیر در این محاصره کشته می‌شود در اینجاست که ژان-کلود ون دام می‌ماند و شورشیان تفنگدار …

## بازیگران
- ژان-کلود ون دام درنقش فرمانده سام کینان
- جولی کاکس درنقش میشل ویتمن
- مونیکا بیرلادانو
- آلن مک‌کنا درنقش کاپیتان جان بالدوین
- ویلیام تاپلی
- رزاق ادوتی
- ولیبور توپیچ
- وارن دروسا
- یان ویرگو
- رافائلا دگراتولا
- سربان کلی
- ولاد ایوانف
- امانوئل پاروو
- رازوان اوپری
- میهای بیسریکانو [۱]
- الیزابت باروندس [۲]
- کالین استینتن